# BlackJack
BlackJack – australijski dramat kryminalny z 2003 roku, w reżyserii Petera Andrikidisa.

## Opis fabuły
Jack Kempson (Colin Friels) jest policjantem z długoletnim stażem. 
Jest on nielubiany i nietolerowany przez swoich współpracowników, ponieważ donosi na nich za handel narkotykami oraz za inne popełnione przez kolegów wykroczenia.
Z tego powodu - Jack Kempson zostaje skierowany do pracy do archiwów policyjnych. Jego zadaniem jest rozwiązywanie niezakończonych przestępstw. Z wykorzystaniem nowych technologii oraz z pomocą inspektora Kavanagh'a (David Field), Jack zaczyna rozwiązywać stare niewyjaśnione sprawy. Okazuje się, że nie wszystkim jest to na rękę.

## Obsada
- Colin Friels - Jack Kempson
- Lara Cox – Claire
- Inge Hornstra – Carmen (1973)
- David Field – Inspektor Kavanagh
- Tina Bursill – Carmen
- Doris Younane – Christine Ormond
- Mark Owen-Taylor – Tim
- Elizabeth Maywald – Serina
- Wahid Dona – lekarz
- Sari Sheehan – Mary Kempson
- Anthony Simcoe – Allenby
- Julian Garner – Bueneroti (1973)

i inni